# Pierre Savorgnan de Brazza

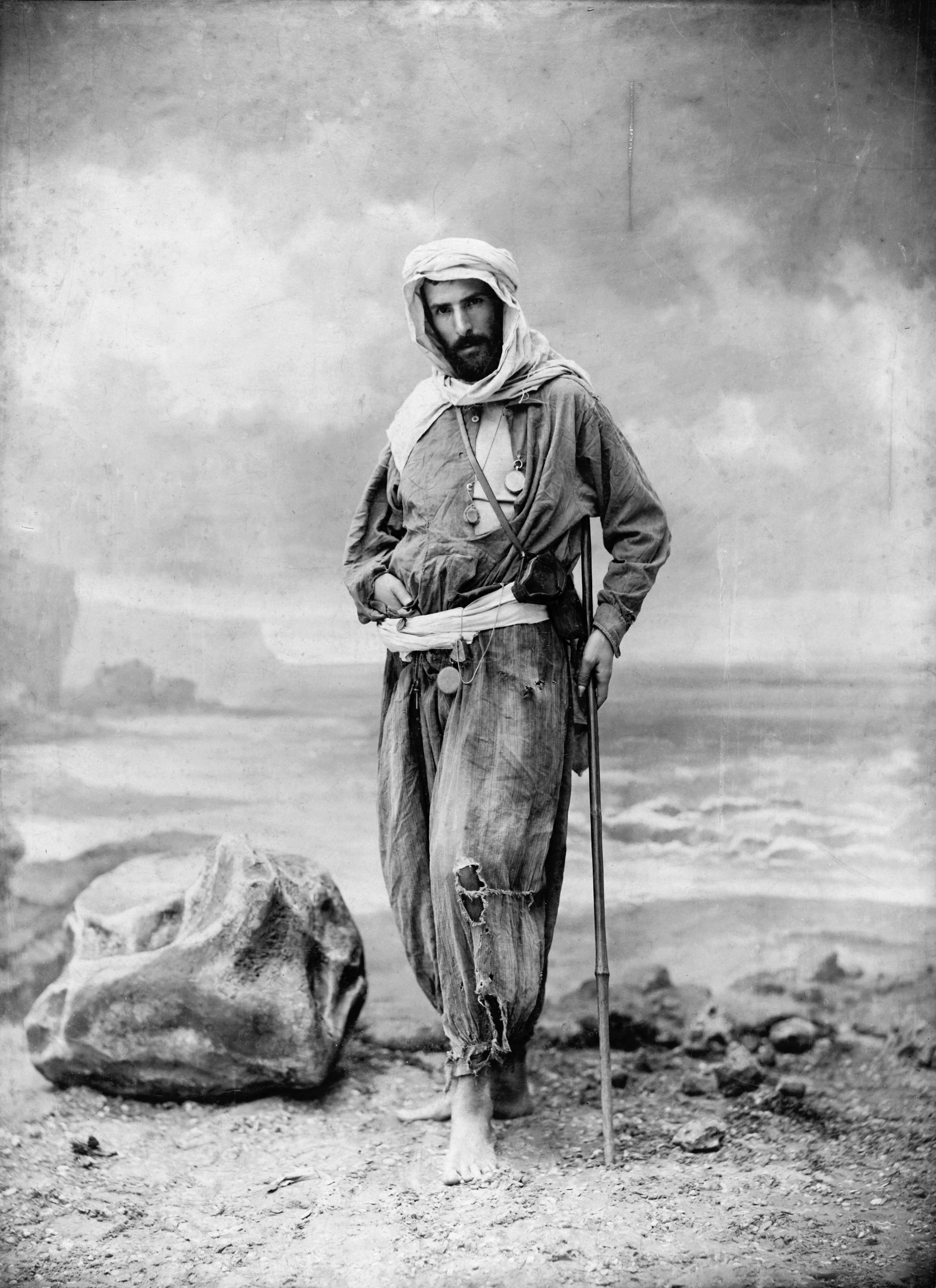
Brazza in Arabisch kostuum, foto door Félix Nadar

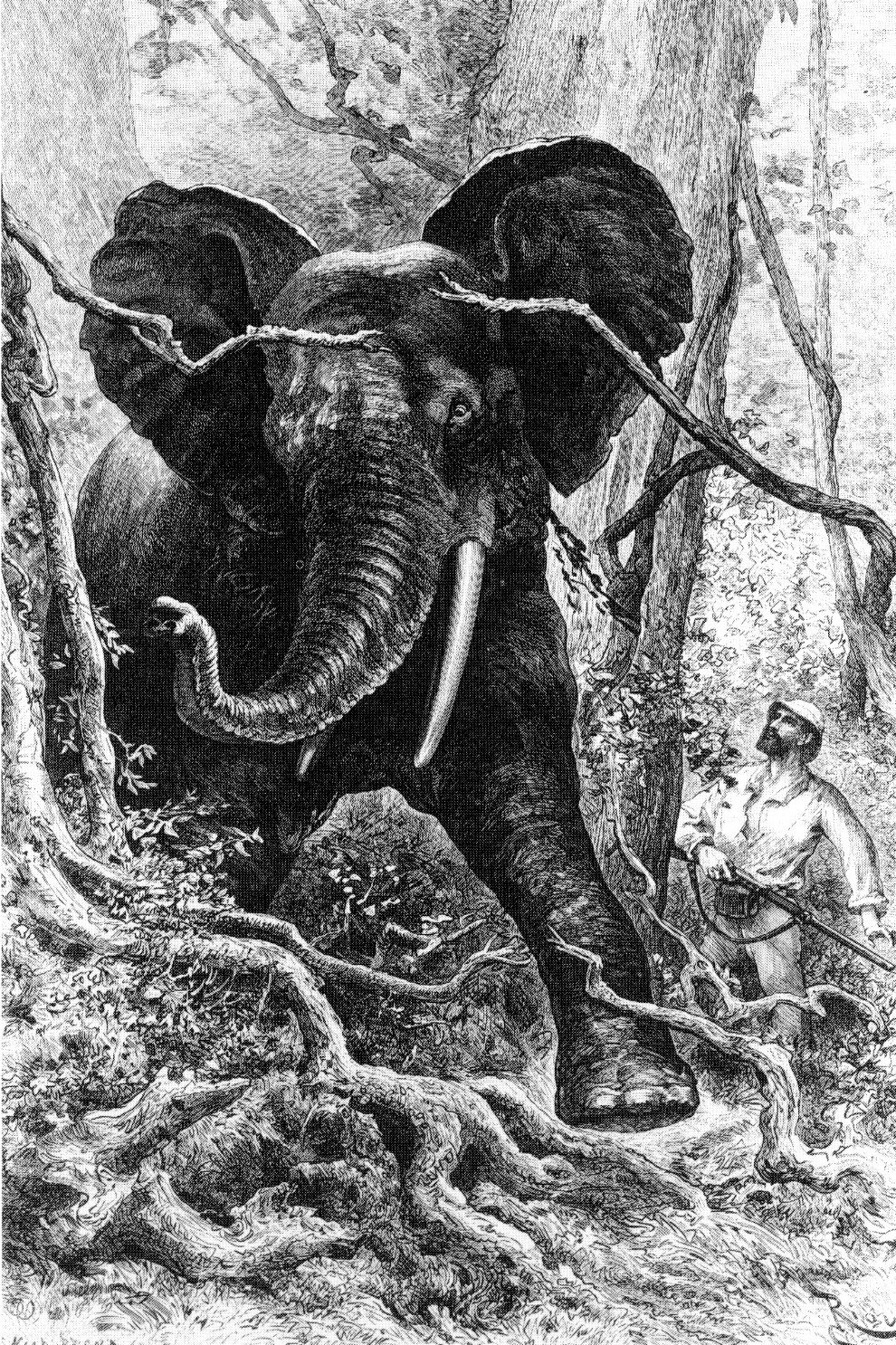
"Brazza jaagt op een olifant", illustratie uit 1887

Pierre Paul François Camille Savorgnan de Brazza (Rome, 26 februari 1852 – Dakar, 14 september 1905) was een in zijn tijd beroemde Frans-Italiaanse ontdekkingsreiziger die de grondslag legde voor het Franse koloniale rijk in Centraal-Afrika. Brazza stichtte Brazzaville, hoofdstad van de Republiek Congo. De stad is door de Franse kolonialisten vernoemd naar hem en de plaatselijke heersers wilden dat na de onafhankelijkheid zo laten.
Tijdens de Wedloop om Afrika streed Brazza, die voor Frankrijk werkte, met Henry Morton Stanley, die in dienst was van koning Leopold II van België, om de eerste te zijn die het enorme, grondstofrijke Kongogebied in kaart bracht en deel voor deel onder heerschappij van Frankrijk bracht. Zijn verkenningstochten waren onderwerp van bespreking tijdens de Koloniale conferentie van Berlijn (1884-1885), waar de grote Europese industriële mogendheden onderling afspraken maakten over de koloniale veroveringen van het Afrikaanse continent. Anders dan andere koloniale verkenners en bestuurders, regeerde hij het gekolonialiseerde grondgebied met voor die tijd relatief zachte hand. Zijn manier van werken, proberen de bevolking van binnenuit te begrijpen, is door historica Maria Petringa beschreven als 'tamelijk revolutionair'. Gabriel Hanotaux, destijds minister van Buitenlandse zaken beschreef hem in zijn memoires als "grote vriend van Afrika". 

## Biografie
Brazza werd geboren als Pietro Paolo Savorgnan di Brazzà, zoon van de Italiaanse graaf Ascanio di Brazzà, telg uit een oud Noord-Italiaans adelsgeslacht. Hij studeerde aan de École navale, de Franse marineschool in Brest, en monsterde vervolgens aan als onderofficier bij het Franse marineschip Jeanne d'Arc op weg naar Algerije. Hierna diende hij aan boord van de Venus, dat regelmatig Gabon aandeed. In 1874 ondernam Brazza twee expedities landinwaarts langs de Gabon- en Ogooué-rivieren met als doel het gebied in kaart te brengen voor economische exploitatie. Brazza kreeg met behulp van hooggeplaatste connecties als Jules Ferry en Léon Gambetta geld van de Franse overheid voor een expeditie naar de bron van de Ogooué. Hij liet zich naturaliseren tot Fransman en nam de Franse schrijfwijze van zijn naam aan.
Na de expeditie langs de Ogooué in 1875-1878 volgde een tweede expeditie in 1879-1882 waarbij hij in 1880 de Kongo bereikte. In september van dat jaar liet hij een plaatselijk stamhoofd een overeenkomst ondertekenen waarbij het gebied onder Franse "bescherming" kwam. Brazza werd in 1886 benoemd tot gouverneur-generaal van dit protectoraat Frans-Kongo.
Eind 19e eeuw verschenen berichten in de Franse pers over de relatief goede behandeling van de plaatselijke bevolking in Frans-Kongo, in vergelijking met de gruwelen die plaatsvonden in de naastgelegen Kongo-Vrijstaat, privé-eigendom van koning Leopold II van België. Brazza's humane behandeling van de inheemse Congolese bevolking werd hem echter niet in dank afgenomen. Hij werd aangevallen door de Franse pers, die hem afdeed als buitenlander en "negrofiel" en zijn menselijke benadering afkeurde als economisch improductief vergeleken met het schrikbewind van de Kongo-Vrijstaat. In 1898, tijdens een vakantie in Algiers, las hij in de krant dat hij was ontslagen als gouverneur van Frans-Kongo.
In 1905 werd Brazza door de Franse overheid verzocht onderzoek te doen naar de situatie in Frans-Kongo. Hij rapporteerde dat de behandeling van de inheemse bevolking sinds zijn vertrek zeer verslechterd was. In zijn rapport beschreef Brazza de slavernijachtige toestanden en wrede straffen die hij aantrof op de rubberplantages van Frans-Kongo. De Franse Nationale Vergadering besloot echter zijn rapport in de doofpot te stoppen. Het werd pas jaren na zijn dood ontdekt, verborgen in een bureau dat speciaal voor hem was ontworpen door Louis Vuitton. Het rapport is nooit bekendgemaakt en ligt tot op de dag van vandaag achter slot en grendel in de archieven van het Franse ministerie van buitenlandse zaken.

## Dood en begrafenis
Op de terugweg uit Frans-Kongo in 1905 werd Brazza ziek en stierf in Dakar. De Franse staat bood aan om hem een heldenbegrafenis te geven in het Panthéon in Parijs, maar zijn weduwe besloot om hem in Algiers te laten begraven.
In 2006 werd een mausoleum voor Brazza gebouwd in Brazzaville. Op 30 september 2006 werden zijn overblijfselen in Algiers opgegraven en overgebracht naar Brazzaville. Drie dagen later werd hij, samen met zijn vrouw en vier kinderen, herbegraven in het mausoleum, in het bijzijn van de presidenten Denis Sassou-Nguesso, François Bozizé en Omar Bongo Ondimba en de Franse minister van Buitenlandse Zaken Philippe Douste-Blazy.
Brazza wordt meestal gezien als een, voor die tijd, vreedzame man die streed tegen slavernij en voor een eerlijke en menselijke behandeling van de inheemse bevolking. Maar er is ook tegenstand tegen de beeldvorming van Brazza als Congolese nationale held en stichter der natie. De hoogleraar en voormalige minister Théophile Obenga bijvoorbeeld deed Brazza af als een gewelddadige kolonisator.